# Hearnish
Hearnish est une île du Royaume-Uni située en Écosse.